# Grinting (Tulangan)
Grinting is een bestuurslaag in het regentschap Sidoarjo van de provincie Oost-Java, Indonesië. Grinting telt 2998 inwoners (volkstelling 2010).